# パレスチナ人
パレスチナ人（アラビア語: فلسطينيون）は、パレスチナ地方に居住するアラブ人を独立した民族として捉えた場合の呼称。語源はペリシテ人だが、直接の関係は無い。イスラエルは、パレスチナ人を指してもっぱら「アラブ人」を用いるが、民族的に「アラブ人」と同一であっても、ユダヤ教徒なら宗教的には「ユダヤ人」と呼ばれる。そのため、イスラエルへの対抗として、パレスチナ人に対して「アラブ人」の呼称を使わないようにする呼びかけもある。

## 概要
シオニズムに基づいた欧米からのユダヤ人の再入植活動が本格化する以前からこの地域に居住していた主にユダヤ人とアラブ人を指す。東ローマ帝国治下のヘブライ人（ユダヤ人）やサマリア人などの子孫がアラブ人の征服によって次第にイスラムに改宗し、言語的にアラブ化したのがパレスチナ人の起源である。ローマ帝国による征服以来、パレスチナは大国の版図内に組み込まれ続けており、また3大陸の結節点に位置する交通の要衝として人の往来や戦役も多く、さまざまな民族と混血している。
現在、パレスチナに在住するパレスチナ人は約400万人、ヨルダン在住の難民が300万人、その他の国への移民や難民を含めると約940万人であるといわれる。

## 国際司法裁判所による判断
2023年10月にパレスチナ・イスラエル戦争が勃発し、多数のガザ地区に住む民間パレスチナ人がイスラエルの攻撃によって殺害されると、同年12月29日、南アフリカはジェノサイド条約違反として国際司法裁判所にイスラエルを提訴した。南アフリカは、何年もかかる本案審議前と最中にも殺戮が続くことを懸念し、民間人の保護を求めて仮保全措置を同法廷に要請した。公開の公聴会を経たのちの2024年1月26日に同法廷は仮保全措置要請に関する命令を発し、そのなかでパレスチナ人は他の集団とははっきりと異なる特有の保護されるべき「国民的、人種的、民族的または宗教的集団」であることがもっともらしいと判断した。